# Jan Koniecki

Herb Odrowąż

Jan Koniecki herbu Odrowąż (ur. 1546, zm. po 8 stycznia a przed 15 czerwca 1580) – dworzanin królewski, ochmistrz na dworze Anny Jagiellonki, starosta łomżyński w 1576 roku, starosta nurski (1569) i Ostrowa Mazowieckiego (1574), podskarbi dworu książęcego. W maju – czerwcu 1575 roku, jako marszałek dworu Anny Jagiellonki brał udział w zjeździe szlachty w Stężycy, gdzie dużo mówił na temat ponoszonych przez królową kosztów budowy pierwszego stałego mostu przez Wisłę, rozpoczętego jeszcze przez króla Zygmunta II Augusta
Urodził się w Lesznie jako syn Hieronima (zm. 1564), właściciela dóbr Końskie. Dnia 13 lipca 1565 otrzymał w dzierżawę dobra ziemskie Miastkowo w powiecie łomżyńskim. Był właścicielem dóbr Pamiątkowa, Radzinia i Baworowa.
Trzykrotnie żonaty. Pierwsza żona: Barbara Taszycka od 1568, Druga: Anna Przerębska (poślubił ją przed 1574) córka Wincentego Przerębskiego (1524-1572) – kasztelana rospierskiego. Trzecią żoną została Katarzyna Leszczyńska (zm. 1582), córka Rafała Leszczyńskiego (1526-1592), starosty radziejowskiego.